# Top Volley
O Top Volley, também conhecido como Top Volley Cisterna, é um time italiano de voleibol masculino da cidade de Latina, da província de Latina na região de Lácio. Atualmente o clube disputa a SuperLega, a primeira divisão do campeonato italiano.

## Histórico
A história do clube remonta desde os anos setenta por um grupo de amigos de Cori apaixonado por voeleibol. Em 1972 filiou-se à Federação Italiana de Voleibol (FIPAV) como "Pallavolo Cori", estreou na Série B2 na temporada 1990–91, já no período de 1993–94 é promovida para a B1 e em 1995–96 alcança a Série A2. Na série A2 de 1996–97 retornou para a Série B1, novamente promove-se à A2 na temporada 1997–98, em 1997 muda de sede, ou seja, indo para Latina, passando a utilizar o nome de Latina Volley, atuando no PalaBianchini.
Na temporada 2000–01 termina em segundo na fase regular da A2 e vence o playoffs de promoção e alcança a promoção a elite nacional (A1). Em 2001–02, o PalaBianchini não atendia ao regulamento (capacidade) para receber as partidas da Série A1, então alterou os jogos de mando de quadra para Genzano. Em 2002–03 disputou a Copa Itália e avançou aos playoffs da liga italiana. Em 2003–04 os atletas Davide Saitta e Danilo Cortina comandaram a equipe ao título da Liga Italiana Juvenil, e o elenco principal chegas as semifinais da Copa da Itália e os playoffs da liga, já no período 2004–05, termina na décima segunda posição na Liga A1, e em 2005 passa se chamar "Top Volley", repetindo a mesma colocação anterior na Liga italiana de 2005–06. Em 2006–07 chega as semifinais da Copa Itália, mas termina em décimo primeiro lugar na liga nacional. Com alcunha "Andreoli Latina" ocorre o rebaixamento à Série A2 ao terminar na décima quarta posição na Liga A1 de 2007–08, retornando a elite após vencer o playoffs de promoção da Liga A2; também conquistou o título da Copa Itália de 2008–09 da mesma divisão.
Passou a competir desde a temporada 2009–10 na elite nacional, chegando as semifinais da SuperLega de 2011–12, após nona posição na fase classificatória, alcançando a qualificação da Taça CEV de 2010–11 quando perdeu para o time turco Halkbank Spor Kulübü. Na temporada subsequente alcançou o vice-campeonato na edição do Taça Challenge de 2013–14 vencido pelo time turco Fenerbahçe Spor Kulübü.

## Títulos

### Continentais
Taça CEV
- Vice-campeão: 2012–13

 Taça Challenge
- Vice-campeão: 2013–14

### Nacionais
Campeonato Italiano - Série A2
- Vice-campeão: 2000–01, 2008–09

 Copa Itália - Série A2
- Campeão: 2008–09

## Elenco atual
Atletas selecionados para disputar a temporada 2022–23.
| Camisa              | Nome               | Altura (m) | Posição    |
| ------------------- | ------------------ | ---------- | ---------- |
| 1                   | Aidan Zingel       | 2,07       | Central    |
| 5                   | Damiano Catania    | 1,76       | Líbero     |
| 6                   | Denis Kaliberda    | 1,93       | Ponteiro   |
| 7                   | Marko Sedlaček     | 2,02       | Ponteiro   |
| 8                   | Michael Zanni      | 1,95       | Levantador |
| 10                  | Andrea Mattei      | 2,02       | Central    |
| 11                  | Petar Đirlić       | 2,05       | Oposto     |
| 13                  | Andrea Rossi       | 2,02       | Central    |
| 15                  | Matteo Staforini   | 1,91       | Líbero     |
| 17                  | Michele Baranowicz | 1,96       | Levantador |
| 20                  | Efe Bayram         | 1,94       | Ponteiro   |
| 22                  | José Gutiérrez     | 1,94       | Ponteiro   |
| Técnico: Fabio Soli |                    |            |            |